# Kristin von Hirschová
Kristin von Hirschová (nepřechýleně Kristin von Hirsch; * 12. května 1961) je norská spisovatelka, učitelka kurzů psaní, vizuální umělkyně, designérka a fotografka z Osla.

## Životopis
Kristin von Hirschová je členkou Norské asociace spisovatelů a překladatelů literatury faktu, norských výtvarných umělců a Norského centra spisovatelů.